# Радован Војводић
Радован Војводић (Глухи До, код Бара, 27. новембар 1922 — Београд, 2000), учесник Народноослободилачке борбе и генерал-пуковник ЈНА.

## Биографија
Рођен је 27. новембра 1922. године, у селу Глухи До, код Бара. Пре Другог светског рата је био ученик. 
Члан Комунистичке партије Југославије (КПЈ) постао је 1940. године.
Учесник је Народноослободилачког рата (НОР) од 1941. године. Био је политички комесар батаљона и одреда и помоћник политичког комесара Официрске школе Трећег босанског корпуса.
После рата и ослобођења Југославије, остао је у професионалној војној служби у Југословенској народној армији (ЈНА). Био је представник Владе ФНРЈ при Штабу снага Организације уједињених нација (ОУН) у Египту, војни изасланик у Грчкој и Великој Британији, начелник катедре на Вишој војној академији ЈНА и заменик главног уредника Војне енциклопедије. Од 1970. до 1974. године обављао је дужност начелника Управе безбедности при Савезном секретаријату за народну одбрану и помоћника Савезног секретара за народну одбрану, генерала-армије Николе Љубичића. 
Завршио је Вишу војну академију ЈНА и Курс оператике ЈНА. Пензионисан је 1974. године у чину генерал-пуковника ЈНА.
Носилац је Партизанске споменице 1941. и других југословенских одликовања, међу којима су — Орден заслуга за народ са златном звездом и Орден за војне заслуге са великом звездом.